# Simona Pop
Simona Pop (* 25. Dezember 1988 in Satu Mare als Simona Deac) ist eine ehemalige rumänische Degenfechterin.

## Karriere
Simona Pop erzielte die meisten internationalen Erfolge im Mannschaftswettbewerb. Bei Europameisterschaften gewann sie mit der Mannschaft 2014 in Straßburg und 2015 in Montreux den Titel, hinzu kommt jeweils ein weiterer zweiter und dritter Platz. Im Einzel gewann sie zudem 2015 die Bronzemedaille. Mit der Mannschaft sicherte sie sich zudem zwei Medaillen bei Weltmeisterschaften und holte die Goldmedaille bei den Europaspielen 2015 in Baku. Bei den Olympischen Spielen 2016 in Rio de Janeiro zog sie mit der Mannschaft, die neben Pop aus Simona Gherman, Ana Maria Popescu und Loredana Dinu bestand, nach Siegen gegen die Vereinigten Staaten und Russland ins Finale gegen China ein, das mit 44:38 gewonnen wurde. Im Einzel belegte sie den 33. Platz.
Pop wurde nach dem Olympiasieg zur Ehrenbürgerin Bukarests ernannt. Sie ist verheiratet mit dem rumänischen Degenfechter Adrian Pop.